# Barbut cara-roig
El barbut cara-roig (Lybius rubrifacies) és una espècie d'ocell de la família dels líbids (Lybiidae).
Habita garrigues i boscos galeria del sud-oest d'Uganda, extrem nord-oest de Tanzània i Ruanda.